# Pelasgos
Pelasgos je v nejstarší řecké literatuře eponymní mytologický předek národa Pelasgů. Považoval se za zakladatele Argu a dalších měst.

## Původ jména
O původu jména je řada hypotéz, podle jedné z nich může souviset s řeckým pelagos, moře.

## Králové
Pelasgos je také jméno různých bájných králů v Argu a v Arkádii na Peloponésu, ale také severněji v Thesálii (Pelasgiotis) a podle Homéra se Pelasgos podílel na obraně Tróje. V Aischylových "Prosebnicích" je to král v Thessálii, který přijímá nevěsty uprchlé z Egypta.

## Mytologie
V jedné verzi řecké mytologie byl synem Deukalióna a Pyrrhy, v jiné synem Dia a Niobé nebo Poseidóna a Larisy.